# Olindias formosa
Olindias formosa je rijetka vrsta meduze koja živi u vodama Brazila, Argentine i Japana.
Hrani se malim ribama te nije naročito opasna za ljude. Njezine žarne stanice su među najsloženijim životinjskim stanicama.
Može se smanjiti ili narasti ovisno o količini hrane.